# Cai Guo-Qiang
Cai Guo-Qiang (geboren 8 december 1957) is een Chinese kunstenaar die woont en werkt in New York.

## Biografie
Cai Guo-Qiang is in 1957 geboren in Quanzhou, China. Hij komt uit een artistieke familie, want zijn vader Cai Ruiqin maakte schilderijen en traditionele Chinese kalligrafie werken. In de jaren 80 verhuist Cai Guo-Qiang naar Japan, waar hij 9 jaar werkte en zijn eigen stijl van 'buskruit-kunst' ontwikkelde. In 1995 verhuist Cai Guo-Qiang naar New York, waar hij sindsdien zijn eigen atelier heeft.

## Werken
Het bekendste werk van Cai Guo-Qiang is de serie "Project voor Extraterrestrials" die hij maakte van eind jaren 80. Deel 10 uit deze serie was een werk waarin hij de Chinese muur 10 km verlengt door middel van een explosie waarbij licht, vuur en stof vrij kwam.

## Tentoonstellingen
Van 30 september 2016 tot en met 1 mei 2017 is in het Bonnefantenmuseum in Maastricht de tentoonstelling My Stories of Painting te zien. De tentoonstelling legt de nadruk op de schilderkunst van Cai Guo-Qiang, beginnend met water- en olieverfschilderijen en doorlopend tot en met schilderijen en tekeningen die volledig met buskruit zijn gemaakt.
- Bibsys: 2132956
- Biblioteca Nacional de España: XX1752454
- Bibliothèque nationale de France: cb13562100f (data)
- Catàleg d'autoritats de noms i títols de Catalunya: 981058528061406706
- CiNii: DA11094243
- Gemeinsame Normdatei: 121584933
- International Standard Name Identifier: 0000 0000 8118 6898
- Library of Congress Control Number: nr95010310
- Bibliotheek van het Japanse parlement: 00363844
- Nationale Bibliotheek van Tsjechië: xx0144315
- Nationale Bibliotheek van Israël: 987007458168205171
- Nederlandse Thesaurus van Auteursnamen: 239595181
- PIC: 20860
- RKD-Nederlands Instituut voor Kunstgeschiedenis: 215093
- Istituto Centrale per il Catalogo Unico: MILV153125
- SNAC: w6mp5dks
- Système universitaire de documentation: 052538176
- Union List of Artist Names: 500115650
- Virtual International Authority File: 39543107
- WorldCat: E39PBJrCgMXfm8bGvFJfKYCRKd